# Partito dei Lavoratori (Algeria)
Il Partito dei Lavoratori (in francese Parti des travailleurs - PT; in arabo حزب العمال‎?, Hizb al-Ummal; in berbero Akabar Ixeddamen) un partito politico algerino di matrice trotskista fondato nel 1990 e guidato da Louisa Hanoune.

## Risultati elettorali
| Elezione          | Voti       | %          | Seggi      |
| ----------------- | ---------- | ---------- | ---------- |
| Parlamentari 1997 | 194.493    | 1,85       | 4 / 380    |
| Parlamentari 2002 | 356.254    | 4,80       | 21 / 389   |
| Parlamentari 2007 | 291.395    | 5,09       | 26 / 389   |
| Parlamentari 2012 | 283.585    | 3,71       | 17 / 462   |
| Parlamentari 2017 | 188.187    | 2,92       | 11 / 462   |
| Parlamentari 2021 | Boicottate | Boicottate | Boicottate |